# مارسيا غاي هاردن
مارسيا غاي هاردن (بالإنجليزية: Marcia Gay Harden)‏ ممثلة أمريكية من مواليد 14 أغسطس 1959، فائزة بجائزة أكاديمية كأفضل ممثلة مساندة عام 2000 عن دورها في فيلم بولوك، ظهرت في العديد من الأفلام منها نهر غامض.
- الترشيحات لجائزة الأوسكار:

أفضل ممثلة مساعدة عام 2000 عن فيلم Pollock وفازت بها
أفضل ممثلة مساعدة عام 2004 عن فيلم Mystic River

## مواقع خارجية
- مارسيا غاي هاردن على موقع IMDb (الإنجليزية)
- مارسيا غاي هاردن على موقع الموسوعة البريطانية (الإنجليزية)
- مارسيا غاي هاردن على موقع روتن توميتوز (الإنجليزية)
- مارسيا غاي هاردن على موقع قاعدة بيانات الأفلام العربية
- مارسيا غاي هاردن على موقع ألو سيني (الفرنسية)
- مارسيا غاي هاردن على موقع تيرنر كلاسيك موفيز (الإنجليزية)
- مارسيا غاي هاردن على موقع أول موفي (الإنجليزية)
- مارسيا غاي هاردن على موقع قاعدة بيانات برودواي على الإنترنت (الإنجليزية)
- مارسيا غاي هاردن على موقع قاعدة بيانات الأفلام السويدية (السويدية)
- مارسيا غاي هاردن على موقع إن إن دي بي (الإنجليزية)